# Dawson megye (Texas)
Dawson megye az Amerikai Egyesült Államokban, azon belül Texas államban található. Megyeszékhelye és legnagyobb városa Lamesa. Lakosainak száma 12 456 fő (2020. április 1.). Dawson megye Lynn, Borden, Martin, Gaines, Terry és Howard megyékkel határos.

## Népesség
A megye népességének változása:
| Lakosok száma | 13 849 | 13 801 | 13 653 | 13 810 | 13 520 | 12 456 |
|               | 2010   | 2011   | 2012   | 2013   | 2015   | 2020   |